# Німецька автономія у Казахстані
Німецька автономія в Казахстані — невдалий проєкт створення Німецької автономної області на території Казахської РСР в 1979 році. Столицею автономії пропонувалося створити місто Ерментау, площа автономії становила б 46 тис. кв. км, а чисельність населення 202 тис. осіб. До складу автономії пропонувалося включити ряд районів Цілиноградської (Єрментауський), Карагандинської (Молодіжний) та Кокчетавської (Валиханівський) областей. Керівником автономії мав стати перший секретар Червонопрапорного райкому партії Цілиноградської області німець за національністю Андрій Браун/А. Коркін.

## Передумови створення автономії
Перші німці з'явилися у Туркестані у XVIII столітті. Вони були на службі Російської імперії. Масова селянська імміграція німців у Туркестан Російської Імперії посідає 1890-ті рр. Вже 1897 року у сучасному Казахстані проживало 2600 німців. У 1939 року в межах сучасного Казахстану проживало 92 тис. етнічних німців. З'явилися і німецькі поселення (Келлеровка, Петерфельд, Марієнбург, Пруггерово).

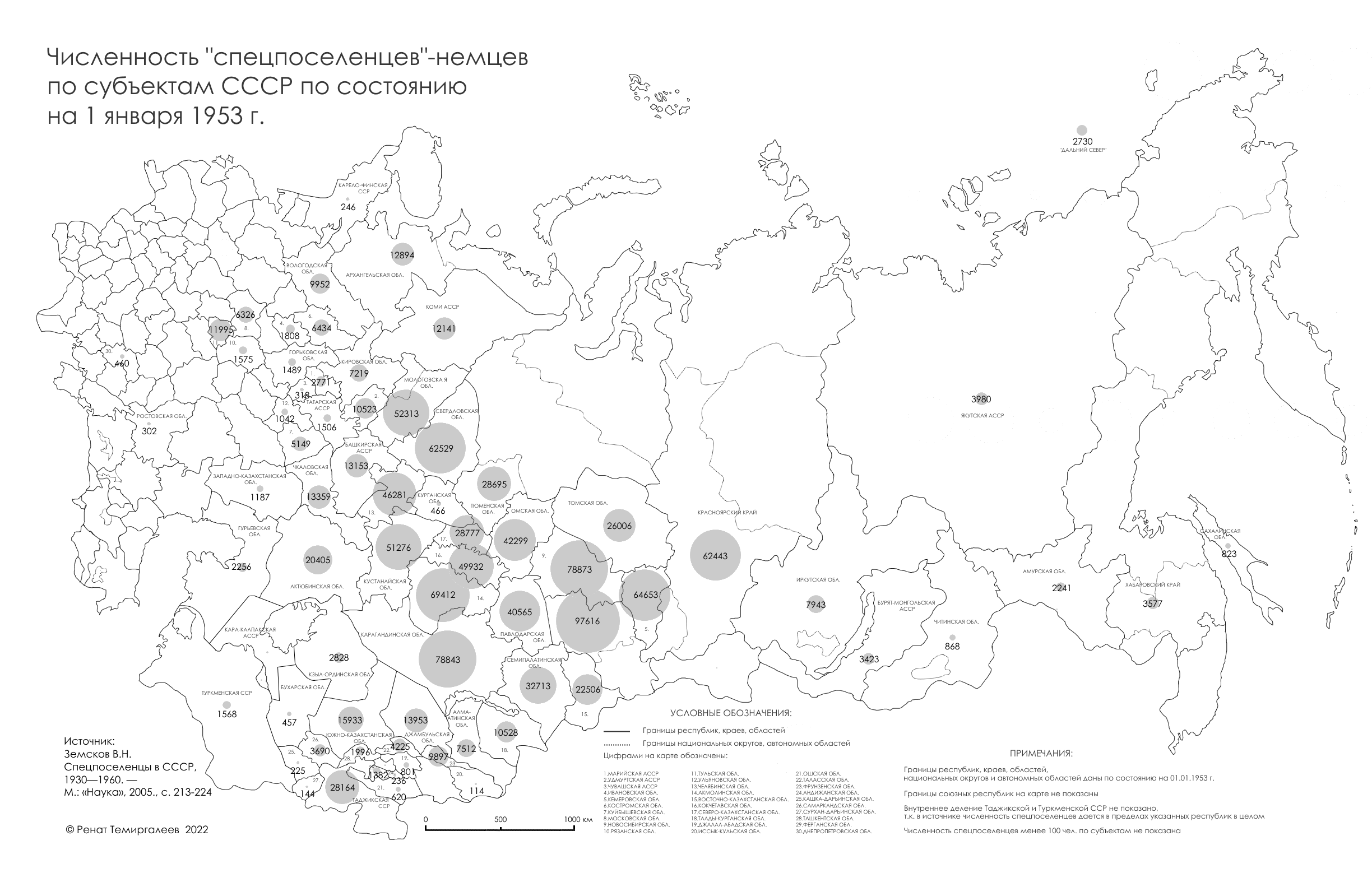
Чисельність «спецпоселенців»-німців за суб'єктами СРСР станом на 1 січня 1953 року

28 серпня 1941 року було ліквідовано АРСР Німців Поволжя і почалося насильницьке переселення її німецького населення та німецького населення інших регіонів СРСР Казахстан і Сибір. Ухвалені у 1940-ті — 1960-ті роки нормативно-правові акти не передбачали можливості повернення німецького населення до місць колишнього проживання.
Так, Указ Президії Верховної Ради СРСР від 26 листопада 1948 року «Про кримінальну відповідальність за втечі з місць обов'язкового та постійного поселення осіб, виселених у віддалені райони Радянського Союзу за період Вітчизняної війни» наголошував, що
|  | Переселення було здійснено назавжди, без права повернути свої <чеченські, караче, інгуш, балки, кальміки, німці, кримські татар та ін.> до попередніх місць проживання. |

Указ Президії Верховної Ради СРСР від 13 грудня 1955 року «Про зняття обмежень у правовому становищі німців та членів їхніх сімей, які перебувають на спецпереселенні», хоч і знімав обмеження щодо спецпереселення, але зазначав, що переселені німці «не мають права повертатися до місць, звідки вони були виселені». У 1957 році дозволяється повернення на місця колишнього проживання багатьом насильно переселеним народам і відновлюються їх ліквідовані раніше автономії, проте щодо німецького населення цього не відбувається.
Указ Президії Верховної Ради СРСР від 29 грудня 1964 року «Про внесення змін до Указу Президії Верховної Ради СРСР від 28 серпня 1941 року „Про переселення німців, які проживають у районах Поволжя“» лише скасовує його в частині, що містить загальні звинувачення німецького населення, але не містить положень щодо відновлення АРСРНП або іншої форми автономії, підкреслюючи, що «німецьке населення вкоренилося за новим місцем проживання на території низки республік, країв і областей країни, а райони його колишнього місця проживання заселені».
Подібні рішення були пов'язані з політичною позицією про неможливість відновлення автономії німців як «історично не належать до корінних народів» та небажання влади втрачати величезну армію дисциплінованого населення з розвиненою культурою аграрної праці в районах освоєння цілини. Часткова реабілітація викликала глухе невдоволення нерівноправним становищем, яке почало набувати активної форми — вже 1965 року до Москви надсилається делегація з вимогою відновити АРСРНП, проте до очікуваних результатів це не призводить.
Лише 1972 року з німецького населення Указом Президії Верховної Ради СРСР від 3 листопада 1972 року «Про зняття обмеження у виборі місця проживання, передбаченого у минулому окремих категорій громадян» знімаються обмеження у виборі проживання. Таким чином у 1970-ті роки на території Казахської РСР знаходилася величезна спільність німецького народу, яка здебільшого складається з жителів скасованої АРСРНП, депортованих з окупованих під час Німецько-радянської війни районів, і репатрійованих після закінчення війни радянських громадян, які приймали німецьке підданство лише близько 15 % німецького населення Казахської РСР були нащадками переселенців, які приїхали до Казахстану роки столипінських реформ).

## Проєкт створення автономії
На новий рівень осмислення проблем німецького населення СРСР відбулося 1978 року. На той час біля Казахстану проживало 940 тис. німців, що становило 6.6 % населення республіки. Половина від цього числа вважала німецьку мову своєю рідною.
Торішнього серпня комісія у складі Ю. Андропова, І. Капітонова, М. Зімяніна, З. Нурієва, М. Щелокова, Р. Руденка, М. Георгадзе, В. Чебрикова внесла до ЦК КПРС пропозицію щодо утворення німецької автономії. Члени комісії констатували: «створювати німецьку автономію в Поволжі вважаємо недоцільним, оскільки німецьке населення тут фактично не проживає та історичного коріння в цьому районі не має…» і запропонували утворити німецьку автономію у формі автономної області на території Казахської РСР, де на той час проживало більше половини радянських німців.
Столицею автономії пропонувалося створити невеликий районний центр Ерментау (Єрейментау). Основною метою створення автономії була громадянська реабілітація депортованого німецького населення Казахстану, його легітимізація у місцях компактного проживання. Важливим було прагнення радянської влади закріпити німців у місцях їхнього проживання і не допустити їхньої еміграції, особливо це стосувалося цінних і найчастіше висококваліфікованих фахівців у сільгоспсекторі та промисловості Казахстану.
План німецької автономії був добре продуманий і знаходився на стадії втілення, коли в Цілинограді 16 червня 1979 за підтримки регіональної адміністрації Д. Кунаєва пройшли демонстрації, що отримали назву Ціліноградські події 1979 року.